# 榎並正樹
榎並 正樹（えなみ まさき、1954年 - ）は、日本の地質学者。名古屋大学名誉教授。専門は岩石学・地質学・地球科学で、高圧・超高圧変成岩の研究を行う。学位は、理学博士（名古屋大学・1983年）。日本鉱物科学会会長。

## 略歴
- 1954年 岐阜県に生まれる。
- 1972年 岐阜県立岐阜北高等学校普通科卒業
- 1976年 金沢大学理学部地学科卒業[2]
- 1978年 金沢大学大学院理学研究科修士課程修了[2]
- 1981年 名古屋大学大学院理学研究科地球科学専攻博士後期課程単位取得満期退学
- 1981年 日本学術振興会奨励研究員
- 1983年 名古屋大学より理学博士の学位を取得
- 1984年 名古屋大学理学部助手
- 1993年 名古屋大学理学部助教授
- 2000年 名古屋大学大学院理学研究科教授
- 2003年〜2006年　日本学術会議鉱物学研究連絡委員会委員
- 2006年～2009年 日本学術振興会学術システム研究センター専門研究員（兼任）
- 2001年～2012年 名古屋大学大学院環境学研究科教授
- 2012年〜2015年 名古屋大学年代測定総合研究センター教授（2014年〜2015年　同センター長）
- 2015年〜2019年 名古屋大学宇宙地球環境研究所教授
- 2019年 名古屋大学名誉教授
- 2018年〜2020年 日本鉱物科学会会長[3]

## 受賞歴
- 1984年 日本地質学会研究奨励賞
- 2002年 Mineralogical Society of America Fellow
- 2008年 Raman Touch Award（Dr. T. Mizukamiと共同受賞）
- 2008年 日本地質学会学会賞
- 2013年 日本地質学会　Island Arc賞（Prof. K. Hattori他と共同受賞）
- 2015年 日本鉱物科学会　論文賞（Dr. T. Taguchiと共同受賞）

## 業績
- 論文など[4][5]・書籍[6]・学会発表[7]